# Mount Moran
Mount Moran je hora v Národním parku Grand Teton, na severozápadě Wyomingu.
Mount Moran náleží k hlavním, dominantním vrcholům pohoří Teton Range. Je také sedmou nejvyšší horou Wyomingu s prominencí vyšší než 500 metrů. 
Hora vystupuje nad jezerem Jackson Lake, ve východní části pohoří. Má dva druhotné vrcholy: West Horn (3 537 m) a East Horn (3 495 m).
Je pojmenovaná podle malíře a umělce Thomase Morana.